# ATP Tour World Championships 1998
L'ATP Tour World Championships 1998 è stato un torneo di tennis giocato sul cemento indoor. 
È stata la 29ª edizione del torneo di singolare di fine anno, la 25ª del torneo di doppio di fine anno
ed era parte dell'ATP Tour 1998. 
Il torneo di singolare si è giocato all'EXPO 2000 Tennis Dome di Hannover in Germania, 
dal 24 al 29 novembre 1998.
Il torneo di doppio si è disputato all'Hartford Civic Center di Hartford (Connecticut) negli USA,
dal 18 al 22 novembre 1998.

## Campioni

### Singolare
Àlex Corretja ha battuto in finale  Carlos Moyá, 3–6, 3–6, 7–5, 6–3, 7–5

### Doppio
Jacco Eltingh /  Paul Haarhuis hanno battuto in finale  Mark Knowles /  Daniel Nestor, 6–4, 6–2, 7–5